# Херефорд-энд-Вустер
Хе́рефорд-энд-Ву́стер (англ. Hereford and Worcester) — бывшее неметропольное графство Англии, существовавшее с 1 апреля 1974 по 1 апреля 1998 года.
Было образовано в ходе административной реформы 1974 года на территории бывшего административного графства Херефордшир и большей части бывшего административного графства Вустершир. Районы административного графства Вустершир Хейлзоуэн и Стаурбридж в результате реформы перешли во вновь созданное метропольное графство Уэст-Мидлендс (Неметропольное графство).
Центром графства Херефорд-энд-Вустер, разделявшегося на 9 районов, стал город Вустер. Население графства по данным БСЭ составляло 585 900 человек.
1 апреля 1998 года решением правительственной комиссии неметропольное графство Херефорд-энд-Вустер было упразднено. На его месте были образованы унитарное графство Херефордшир и неметропольное графство Вустершир (en:Local Government Commission for England (1992)).